# Armia „Wilno”
Armia Wilno – jedna z armii II RP, której powstanie przewidywał polski plan obronny przygotowywany na wypadek wojny z ZSRR.
Inspektorem armii z siedzibą w Wilnie był gen. Stefan Dąb-Biernacki, przewidywany na dowódcę tej armii. Szefem sztabu (formalnie 1 oficerem) był płk dypl. Bolesław Krzyżanowski.

## Planowany skład
- Dowództwo armii
  - 1 Dywizja Piechoty Legionów
  - 19 Dywizja Piechoty
  - Wileńska Brygada Kawalerii
  - 1 pułk szwoleżerów
  - 17 Dywizja Piechoty (z Gniezna)

## Przewidywane zadania
Ustalone zostały jedynie jej zadania osłonowe w rejonie Mołodeczna i Postaw.
19 Dywizja Piechoty miała za zadanie zatrzymanie przeciwnika na wschód od Mołodeczna, na linii rzek Uszy i Ćwiecienia.
Północne skrzydło 19 DP miał osłaniać prowadząc działania opóźniające od strony Wilejki 1 pułk szwoleżerów.
Wileńska Brygada Kawalerii przeznaczona była do opóźniania marszu nieprzyjaciela od Postaw na Wilno.
1 Dywizja Piechoty stanowiła centralnie położony odwód w Wilnie i miała za zadanie przede wszystkim bronić miasta. Utworzone Dowództwo Obszaru Warownego Wilno (DOWar.) miało za zadanie studia terenowe dostępów do Wilna przede wszystkim dużym wachlarzem od - północy (kierunek na Rzeszę) poprzez wschód od południa (kierunek na Lidę).
17 Dywizja Piechoty mogła spełniać rolę dywizji odwodowej Armii Wilno.